# Lahna Salem
Pour les articles homonymes, voir Salem.
Lahna Salem, (en tamazight : ⵍⴰⵀⵏⴰ ⵙⴰⵍⴻⵎ), née le 20 avril 1996 à Oran, est une gymnaste artistique algérienne.

## Carrière
Elle obtient la médaille de bronze par équipes aux Jeux africains de 2015.
Aux Championnats d'Afrique de gymnastique artistique 2018, elle est médaillée de bronze par équipes.
Elle est médaillée d'argent par équipes et médaillée de bronze au concours général individuel, aux barres asymétriques et au sol aux Jeux africains de 2019.
Elle est médaillée de bronze par équipes aux Championnats d'Afrique de gymnastique artistique 2022 au Caire ainsi qu'aux Championnats d'Afrique de gymnastique artistique 2023 à Pretoria.
Aux Jeux panarabes de 2023 à Oran, elle est médaillée d'or à la poutre, médaillée d'argent aux barres asymétriques ainsi que médaillée de bronze au concours général individuel.